# Алжирський еялет
36°47′06″ пн. ш. 3°03′45″ сх. д. / 36.785° пн. ш. 3.0625° сх. д.

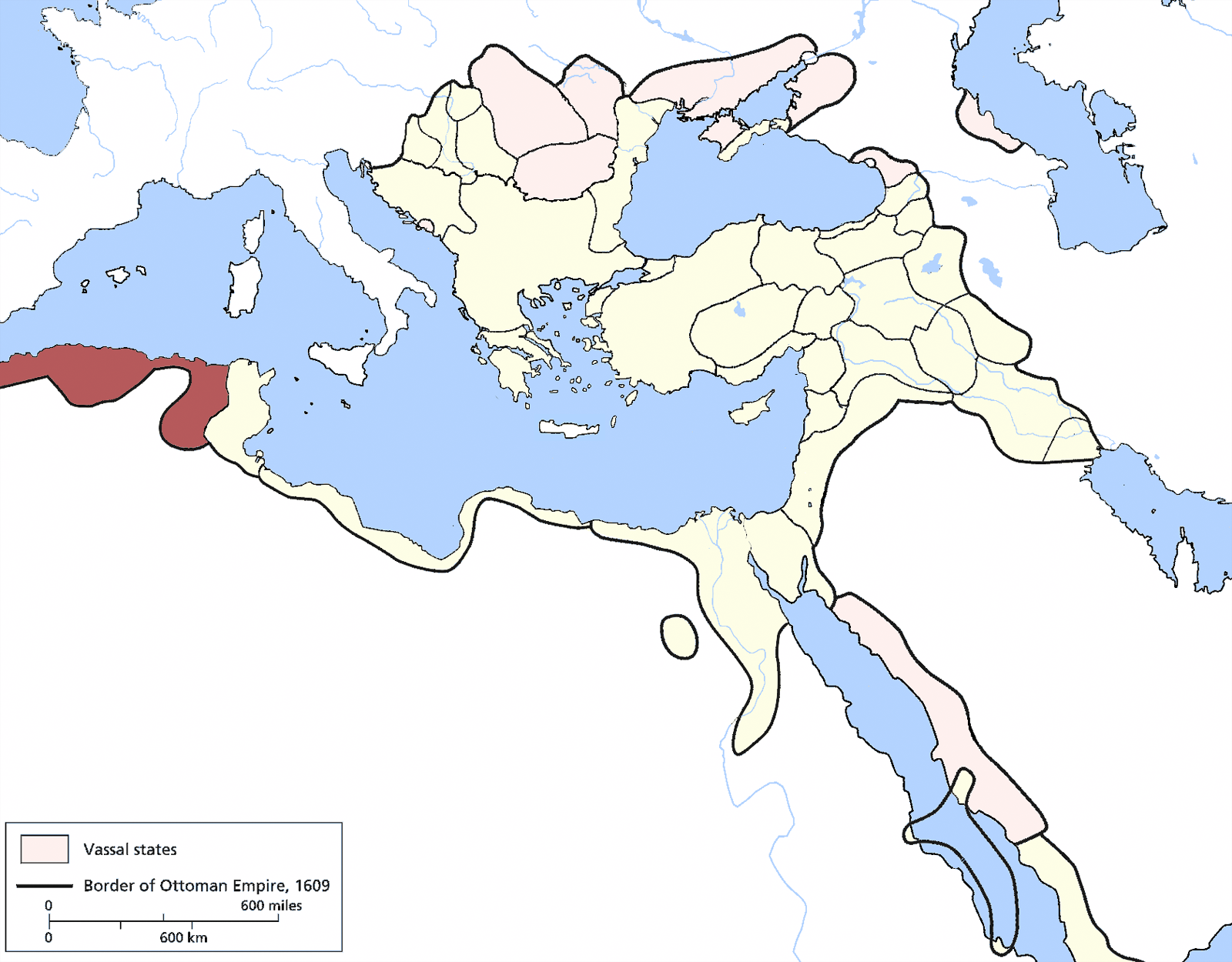
Алжирський еялет на карті імперії (1609).

Алжи́рський еяле́т (осман. ایالت جزاير غرب, Eyalet-i Cezayir-i Garb, «Край Західних Островів») — еялет (край) Османської імперії у 1516–1830 роках. Охоплював територію сучасного Північного Алжиру, переважно землі середземноморського узбережжя. Адміністративний центр — Алжир. Оплот Османської імперії в районі Магрибу. Виконував роль османської бази для нападу на європейське судноплавство у Західному Середземномор'ї. Місце підготовки для воєн з мусульманськими династіями Заянідів і Хафсідів з Іфрикії, а також іспанськими володіннями у Африці. Центр берберських піратів і работоргівлі. Керувався султанськими намісниками — бейлербеями (1518–1570), пашами (1570–1659), агами (1659–1671) і деями (1671–1830). 1808 року населення еялету становило близько 3 мільйонів осіб, з них лише 10 тисяч турків або османомовних. Знищений у ході французького завоювання Алжиру 1830 року. На місці еялету була створена французька колонія Алжир.

## Назва
- Алжирський султанат (для 1517–1533 років)
- Алжирське бейлербейство (тур. Cezayir Beylerbeyliği; для 1533–1570 років)
- Алжирське пашство (англ. Pashalik of Algeria; для 1570–1659 років)
- Алжирське действо (англ. Algerian deylik; для 1671–1830 років)
- Алжирський еялет
- Османський Алжир (англ. Ottoman Algeria)
- Алжирське намісництво (англ. Regency of Algiers)

## Правителі

### Султани (1517—1533)
- 1517 — 1518: Арудж-реїс
- 1518 — 1533: Хайр ад-Дін Барбаросса

### Бейлербеї (1533—1576)
- 1533 — 1546: Хайр ад-Дін Барбаросса
- 1546 — 1552: Гасан-паша (син Барбаросси)
- 1552 — 1556: Саліх-реїс
- 1556: Гасан Корсо, Мухаммад Куркогли, Юсуф І
- 1557: Яхья-паша
- 1557—1561: Гасан-паша (вдруге)
- 1561—1562: Ахмед Бостанджи
- 1562—1566: Гасан-паша (втретє)
- 1566—1568: Мухаммад-паша I (син Саліх-реїса)
- 1568—1571: Улуч Алі-паша
- 1571—1573: Араб Ахмед-паша
- 1573—1576: Рамдан-паша